# 2637 Bobrovnikoff
2637 Bobrovnikoff este un asteroid din centura principală, descoperit pe 22 septembrie 1919 de Karl Reinmuth.